# Nathan Jackson

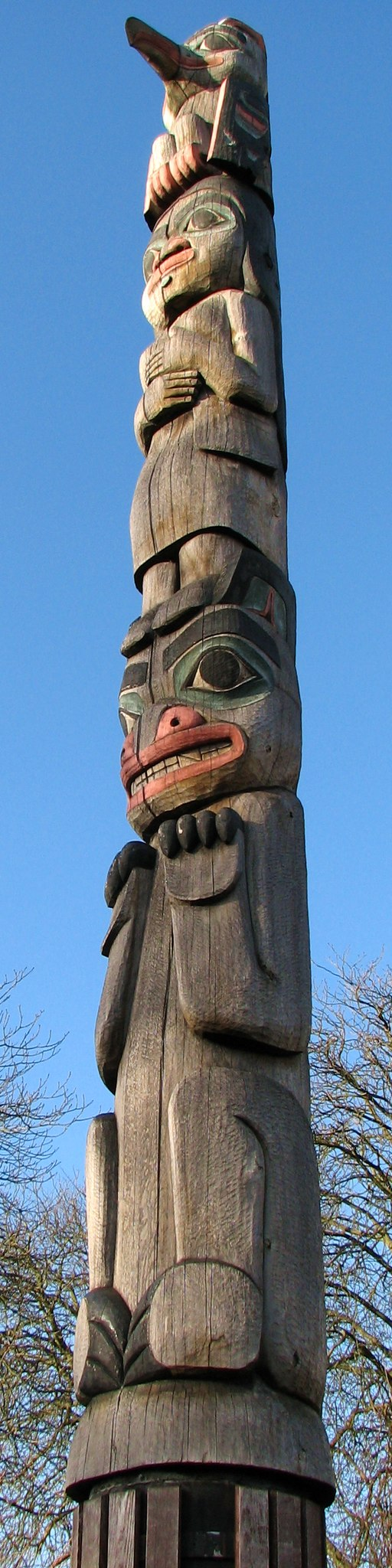
Totempåle av jättetuja, 6,1 meter hög, utanför Horniman Museum i London från 1985. Den kröns av en örn, vilken är emblemet för Nathan Jacksons huvudklan. Under finns en flicka med en handväska och en grizzlybjörn, vilket återspeglar en sägen från USA:s nordvästkust om en flicka som gifte sig med en björn.

Nathan Jackson, född 29 augusti 1938, är en skulptör från tlingitfolket i Alaska i USA.
Nathan Jackson tjänstgjorde som ung i USA:s krigsmakt i Tyskland och blev sedan sysselsatt i yrkesfiske. Under en längre sjukhusvistelse började han snida miniatyrtotempålar, vilket ledde till att han började studera på Institute of American Indian Arts i Santa Fe i New Mexico. Därefter har han snidat stora totempålar, kanoter, dörrar, masker och smycken. Han har varit verksam i att överföra traditionell tlingitkunskap i snide till yngre konstnärer.
Han har gjort fler än 50 totempålar, varav en del finns utställda på bland andra National Museum of the American Indian i Washington D.C., Field Museum i Chicago, Harvard Universitys Peabody Museum of Archaeology and Ethnology och andra museer i USA, Europa och Japan. En av tidigast skapade totempålarna snidades till American Festival 1985 på Horniman Museum i London och finns nu rest i Horniman Gardens.
Nathan Jacksons fru och som är också konstnärer.